# Eötvös József Gimnázium (Szeged)
Az Eötvös József Gimnázium (hivatalos nevén Szeged és Térsége Eötvös József Gimnázium, Általános Iskola) története immár 20 éves múltra tekint vissza.

## Története
1989-ben az újszegedi Bal fasori épületben 90 tanulóval, 13 tanárral kezdte meg tevékenységét a Rózsa Ferenc Szakiskolából kivált Rózsa Ferenc Gimnázium és Szakközépiskola gimnáziumi tagozataként idegen nyelvi, anyanyelvi kommunikáció, mikrobiológia és számítástechnika fakultációkkal.
1991. január 18-án a Bálint Sándor Művelődési Házban került megrendezésre az a névváltoztatási ceremónia, melynek során az intézmény neve Csonka János Gimnázium és Szakiskola lett. Ebben az időszakban jelentős számítástechnikai fejlesztések kezdődtek meg (a diákok 1991-ben már használhatták az internetet és IBM gépekkel dolgozhattak), melyek megvalósulása hozzájárult ahhoz, hogy 1998-ban az akkor már Eötvös József Gimnázium diákjai Magyarországot képviselve részt vegyenek a Hewlett-Packard Global Business Challenge amerikai világversenyén. A Csonka János Gimnázium és Szakiskola gimnáziumi tagozatának leválási lehetősége 1993-ban merült fel, ezt még abban az évben a Közgyűlés elfogadta. Így a Csonka János Gimnázium és Szakiskolából kiváló Újszegedi Gimnázium néven megindulhatott az intézmény önálló működése.
3 évvel később a gimnázium a Csongrádi sugárútra (jelenleg a főiskola rajz tanszékének épülete) tette át székhelyét. 1997 novemberében (11-12-én) az Ifjúsági Házban megrendezésre kerülő kétnapos ünnepség keretében az intézmény felvette a célkitűzéseit, szellemiségét hitelesen közvetítő személyiség, Eötvös József nevét. Az utolsó épületváltás az 1999/2000-es tanév elején valósult meg, azóta az „eötvösös” diákok az idén nyáron felújított Csongor tér 1. szám alatti épületben folytatják tanulmányaikat.
A helyszíni változások mellett történtek intézményi jellegűek is: 2004-ben a gimnázium tagja lett a Szeged és Térsége Nevelési Oktatási Intézmények Szövetségének, majd 2007-től a Szegedi Kistérség Többcélú Társulásának (SZKTT).

## Oktatás
A folyamatos változások természetesen az oktatás terén is megnyilvánulnak: az egykor fakultációs keretek közt oktatott idegen nyelv (angol), informatika, mikrobiológia és anyanyelvi kommunikáció tantárgyakat ma már emelt óraszámban, tagozaton tanulhatják az iskola diákjai. Emellett 2004-től heti két órában a kétszintű érettségire felkészítő fakultációt is biztosít az intézmény.
2006-ban pályázat révén 6 tanár közreműködésével kidolgozásra került egy kompetencia alapú oktatási terv angol, magyar, matematika, kémia és német tantárgyakból, amit felmenő rendszerben 9. évfolyamokban tanítanak. A HEFOP-programban való részvétel jelentős eszközfejlesztést eredményezett.
Idén szeptemberben pedig hosszas előkészületek után útjára indul az  ötéves  képzési időt felölelő angol-informatika tagozat, illetve egy vezető építőipari cég közreműködésével fociosztály is indul annak reményében, hogy innen kerülnek ki a jövő válogatottjai, bajnokai. Hiszen ne feledjük: Vajda Attila, a pekingi olimpia bajnoka szintén az Eötvös József Gimnázium diákja volt.